# تعلم مؤسساتي

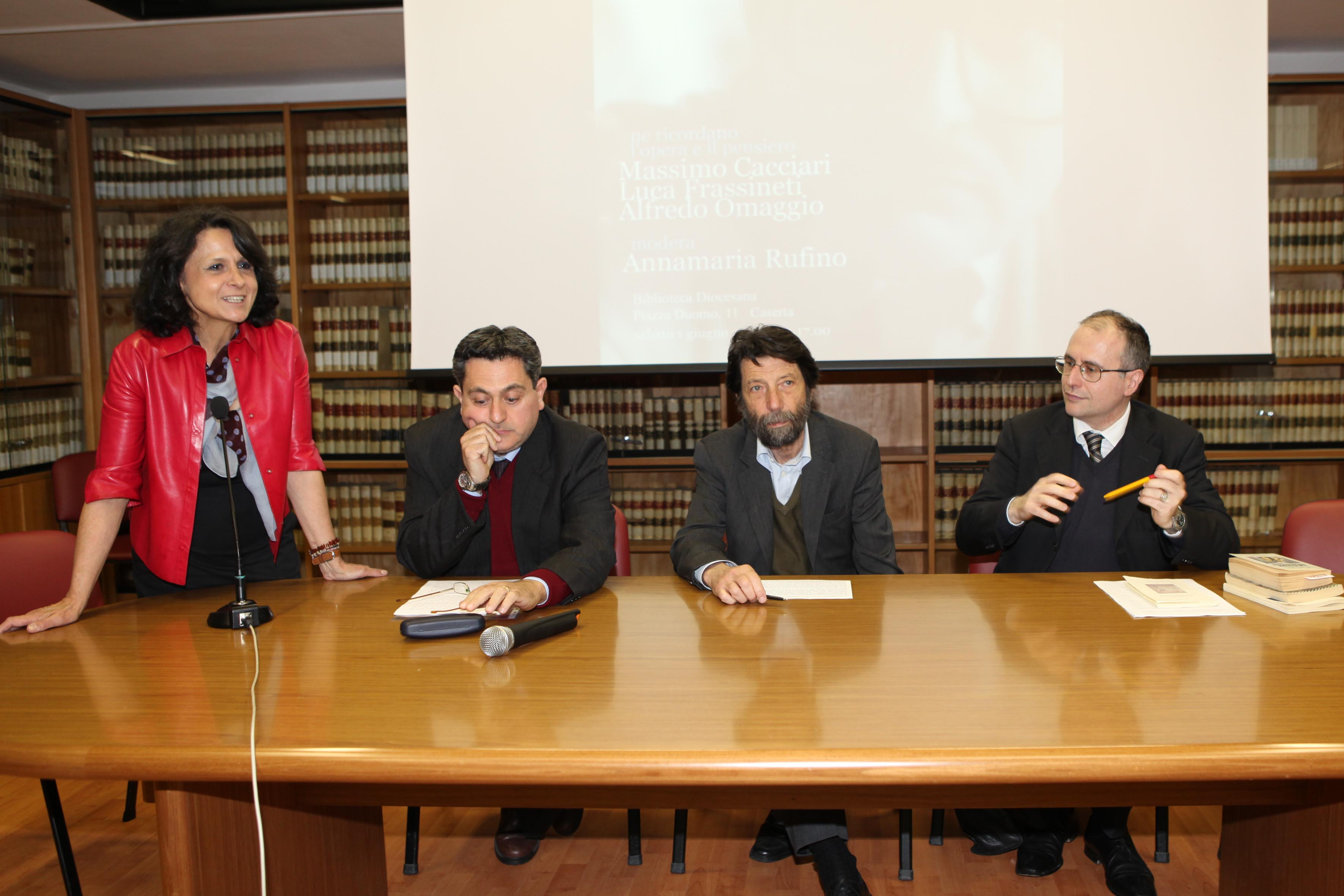

التعلم المؤسساتي هو عملية تشكيل المعرفة والاحتفاظ بها وتناقلها ضمن المؤسسة. تتحسن المؤسسة بمرور الوقت بسبب اكتسابها الخبرة، وتكوّن المعرفة من هذه الخبرة. تكون هذه المعرفة واسعة، وتغطي أي موضوع يمكن أن ينفع المؤسسة. تشمل الأمثلة على ذلك تعلم الطرق التي تساعد على رفع كفاءة الإنتاج أو تطوير علاقات مفيدة مع المستثمرين. تتكون المعرفة في أربعة مستويات مختلفة: الفرد والمجموعة والمؤسسة وبين المؤسسات.
تستخدم الطريقة الشائعة لقياس التعلم المؤسساتي منحني التعلم. وهو علاقة توضح أنه بازدياد إنتاج المؤسسة للمنتج أو الخدمة، تزداد إنتاجيتها وكفاءتها وموثوقيتها و/أو جودة الإنتاج مع تناقص العائدات. تتباين منحنيات التعلم باختلاف معدلات التعلم المؤسساتي. تتأثر معدلات التعلم المؤسساتي بكفاءة الأفراد، والتحسينات التكنولوجية في المؤسسة، والتحسينات البنيوية والروتينية وتحسين أساليب التنسيق.

## الأهمية
التعلم المؤسساتي محصلة للخبرة ضمن المؤسسة ويسمح للمؤسسة بالحفاظ على قدرتها التنافسية في بيئة دائمة التغير. التعلم المؤسساتي هو عملية تحسين تزيد من الكفاءة والدقة والأرباح. من الأمثلة الواقعية على التعلم المؤسساتي هو عندما تقل تكلفة إنتاج طبق البيتزا الواحد في مطعم بيتزا جديد مع زيادة الإنتاج التراكمي للبيتزا. كلما أعدّ الموظفون المزيد من البيتزا، أصبحوا أسرع في إعدادها، وتعلموا العمل معًا، ووضعوا المعدات في أكثر المواقع كفاءة، يؤدي هذا كله إلى إنقاص تكاليف إعداد البيتزا. من الأمثلة الرسمية على تتبع ودعم التعلم المؤسساتي استخدام أجندة التعلم.
التعلم المؤسساتي هو أحد جوانب المؤسسات وفرع من فروع الدراسات المؤسساتية. وباعتباره جانب من جوانب المؤسسة، التعلم المؤسساتي هو عملية تكوين المعرفة والاحتفاظ بها وتناقلها. يمكن أن نرى عمليات تكوين المعرفة والاحتفاظ بها وتناقلها بأنها عمليات تكيف تنتج عن الخبرة. الخبرة هي المعرفة التي تساعد في الفهم الإجرائي للموضوع عبر الانخراط به أو التعرض له. تُطبق البحوث في التعلم المؤسساتي بشكل محدد على سمات وسلوك هذه المعرفة، وكيف يمكن إحداث تغييرات في المعرفة والروتين والسلوكيات في المؤسسة وأفرادها، يُنظر إلى الأفراد على أنهم آليات وظيفية للتعلم المؤسساتي يكوّنون المعرفة من خلال الخبرة. ومع ذلك، تسهّل معرفة الأفراد التعلم ضمن المؤسسة ككل فقط إن تناقلها الأفراد. إذ يمكن للأفراد أن يحجبوا معرفتهم أو يخرجوا من المؤسسة. يمكن حفظ المعرفة المرتبطة بالمؤسسة عبر الأفراد. تحتفظ المؤسسات بالمعرفة بطرق أخرى غير الاحتفاظ بالأفراد، منها استخدام مستودعات المعرفة كأدوات التواصل والعمليات وأجندات التعلم والروتين والشبكات وأنظمة تذكر المعاملات. التعلم المؤسساتي -باعتباره فرع من الدراسات المؤسساتية- هو دراسة الخبرة والمعرفة وآثار المعرفة في سياق المؤسسة. تساهم دراسة التعلم المؤسساتي بشكل مباشر في العلوم التطبيقية لإدارة المعرفة ومفهوم المؤسسة التعليمية. ويرتبط التعلم المؤسساتي بالدراسات النظرية المؤسساتية والتواصل المؤسساتي والسلوك المؤسساتي وعلم النفس المؤسساتي  والتطوير المؤسساتي. تلقّى التعلم المؤسساتي مساهمات من مجالات علم النفس التربوي وعلم الاجتماع والاقتصاد والأنثروبولوجيا (علم الإنسان) والعلوم السياسية وعلم الإدارة.

### مجموعات التعلم
تكتسب المؤسسات المعرفة في واحدة من المستويات (المجموعات) المؤسساتية الأربعة للتعلم: الفرد والفريق والمؤسسة وبين المؤسسات. يشمل التعلم المؤسساتي «العملية التي تتغير عبرها المجتمعات المؤسساتية (كالمجموعات والأقسام والأفرع) نتيجةً للتجربة». من الأمثلة على التعلم المؤسساتي فريق جراحة في مستشفى يتعلم استخدام تكنولوجيا جديدة ستزيد من كفاءة عمله.
- التعلم الفردي: هو أصغر مستوى يحدث فيه التعلم. يتعلم الفرد المهارات والأفكار الجديدة، وقد تزيد إنتاجيته في العمل عند اكتسابه الخبرة. يختار الفرد أن يشارك المعرفة مع بقية أفراد المجموعة أو لا. إذا غادر الفرد المجموعة دون أن يشارك معرفته معها، تفقد المجموعة هذه المعرفة. وجد بوه سلوتر وإسبينوزا عند دراستهم لتطوير البرمجيات، أن الأفراد كانوا أكثر إنتاجية حين اكتسبوا الخبرة التخصصية نتيجة للعمل في نظام معين.[7]
- التعلم الجماعي: هو المستوى التالي للتعلم المؤسساتي، توجد تعريفات متضاربة له بين الباحثين الذين درسوه. ترى إحدى الأفكار أن التعلم الجماعي هو عملية تتخذ فيها المجموعة إجراءً ما، وتتلقى الملاحظات، وتستخدم هذه الملاحظات لتعديل إجراءاتها المستقبلية. وترى فكرة أخرى أن التعلم الجماعي يحدث حين يشارك العضو معرفته الفردية مع بقية أفراد المجموعة.[8] اقترح آخرون أن التعلم الجماعي هو أولًا عملية اكتشاف الخطأ وتصحيحه، أو أن التعلم الجماعي يتعلق أولًا بعمليات التفسير والتكامل. بمجرد حدوث ذلك، يتحول التعلم الفردي إلى تعلم جماعي. درس ريجانز وأرغوت وبروكس (2005) التعلم الجماعي عبر دراسة عمليات جراحة استبدال المفصل في المستشفيات التعليمية. وخلصوا إلى أن «زيادة الخبرة في أثناء العمل معًا في فريق، تعزز التنسيق والعمل الجماعي على نحو أفضل». سمح العمل الجماعي في فريق للأعضاء بمشاركة معرفتهم مع الآخرين والتعلم منهم. نلخص التعريفات المختلفة بأنها تغطي الجوانب التالية: استقلالية المهمة (ما يفعله أحد أعضاء المجموعة يؤثر ويتأثر بما يفعله عضو آخر)، والوعي النفسي الاجتماعي (يرى الأعضاء أنفسهم على أنهم مجموعة ويُنظَر إليهم كذلك)، والاندماج الاجتماعي (تنتمي المجموعة إلى نظام اجتماعي أكبر).[9]
- التعلم المؤسساتي: هو الطريقة التي تخلق بها المؤسسة المعرفة المتعلقة بوظائفها وثقافتها وتنظمها. يحدث التعلم المؤسساتي في كل أنشطة المؤسسة، وبسرعات مختلفة. الهدف من التعلم المؤسساتي هو التكيف الناجح مع البيئة المتغيرة، والتكيف في الظروف المبهمة، ورفع الكفاءة. وفقًا لأرجوت (1993)، رأى المدراء في معامل التصنيع أن التعلم المؤسساتي حدث حين وجدوا الأساليب التي تجعل العمال أكثر كفاءة، وحين تحسنت «التكنولوجيا والأدوات والتجهيز» في المؤسسة، وتحسنت بنية المؤسسة، وتحددت نقاط قوة المؤسسة.[10]
- التعلم بين المؤسسات: هو تعاون المؤسسات المختلفة ومشاركة المعرفة والتعلم بينها. يمكن للمؤسسة تحسين «عملياتها ومنتجاتها عبر دمج رؤى ومعارف جديدة» من مؤسسة أخرى. عبر التعلم من مؤسسة أخرى، تصبح المؤسسة قادرة على خفض الوقت اللازم، وتقليل المخاطر المرتبطة بحل المشكلات، والتعلم بشكل أسرع. يعني التعلم من مؤسسة أخرى تطبيق نفس الأفكار التي تستخدمها تلك المؤسسة أو تعديل تلك الأفكار، وبالتالي الابتكار. يحدث التعلم بين المنظمات كثيرًا في الأعمال الثابتة، كنيل الامتياز. يتعين على من يريد استخدام العلامة التجارية لصاحب الامتياز أن يتعلم كيفية استخدام نموذج أعمال المؤسسة قبل بدء استخدام الامتياز.[11]

### تاريخ الدراسة
يعود أصل الدراسة التي تركز على التعلم المؤسساتي إلى أواخر السبعينيات، حين تناولها الباحثون من وجهة نظر نفسية. تشمل التطورات الرئيسية في هذا المجال:
- علم النفس السلوكي والتطوير المؤسساتي: في 1978 عمل كريس أرجيريس ودونالد شون على التعلم المؤسساتي، وطورا مفهومي التعلم أحادي العروة والتعلم مزدوج العروة. التعلم أحادي العروة هو العملية التي يُصحَح فيها الخطأ باستخدام إستراتيجية أو طريقة مختلفة يُتوقع أن تؤدي إلى نتائج مختلفة ناجحة. فمثلًا، حين تفشل أفعال الشخص الذي يتصرف بطريقة معينة في تحقيق هدف معين، فمن خلال التعلم أحادي العروة، يفكر الشخص في تصرفاته السابقة، ويتخذ مجموعة من الإجراءات المختلفة بغية تحقيق الهدف نفسه، والمضي نحو الأمام. التعلم مزدوج العروة، على الجانب الآخر، عملية أكثر تعقيدًا تصحَح فيها الأخطاء عبر إعادة التفكير في الهدف الأولي. في المثال السابق، يُعيد الشخص في التعلُّم مزدوج العروة تقييم أهدافه ومعتقداته بدلاً من إعادة تقييم أفعاله الفاشلة. يتخذ بعد ذلك مجموعة من الإجراءات التي تتوافق مع أهدافه ومعتقداته بعد إعادة تقييمها. يوضح أرجيريس وشون أن كلاً من عمليتي التعلم هاتين موجودتان في المؤسسات وهما نوعان من التعلم المؤسساتي. يحدث التعلم أحادي العروة حين تكتشف المؤسسة وجود خطأ وتصححه وتواصل سياساتها وأهدافها نفسها. أما التعلم مزدوج العروة فيحدث عندما تكتشف المؤسسة خطأ ما فتغير سياساتها وأهدافها قبل أن تتخذ إجراءات تصحيحية.[12]

## روابط خارجية

### بالعربية
- أبو خضير، إيمان. التعلم التنظيمي والمنظمة المتعلمة. دار المؤيد
- بني حمدان، القطب، الخشالي. إثر استراتيجيات التعلم التنظيمي في الإداء التنظيمي. المجلة الأردنية للعلوم التطبيقية
- باحثة: اعتماد التعلم التنظيمي سيحدث تغييرات استراتيجيا في عمل المرأة. موقع الاقتصادية

### بلغة أجنبية
- مقالات متعددة على موقع جامعة كولورادو

## للإستزادة
| - إختبارات الدفاع الجوي - تعلم نشط - نظرية النشاط - مراجعة بعد العمل - براعة مؤسساتية - تعلم تعاضدي - جماعة إبداعية | - علم نفس تربوي - إدارة المعرفة - تنظيم المعرفة - نقل المعرفة - تعلم - شبكة تعلم - جماعة تعلم - صعود المركب (تنظيم) | - ذاكرة مؤسسات - هندسة مؤسسات - ربط إجتماعي - نظرية الإختيار الإسترتيجي - نظرية النص والتخاطب - شبكة القيم - تحليل شبكة القيم |